# Plopi, Buzău
Plopi este un sat în comuna Puiești din județul Buzău, Muntenia, România. Se află în nord-estul județului, lângă Râmnicu Sărat.